# Петър Петров (офицер)
Вижте пояснителната страница за други личности с името Петър Петров.
Петър Петков Петров е български офицер, генерал-майор.

## Биография
Роден е на 3 август 1957 г. във Велико Търново. Завършва Висшето народно военно училище с мотострелкови профил през 1980 г. През 1989 г. завършва Команднощабния факултет на Военната академия в София, а през 1998 г. – Обединения командно – щабен колеж на Въоръжените сили на Обединеното Кралство, като същевременно защитава магистърска степен по военни науки в Кралския колеж на Лондонския университет. През 2004 г. завършва Генерал-щабния факултет на Военна академия в София, а през 2010 г. защитава задочна докторантура по „Организация и управление на Въоръжените сили“. Преминава през различни длъжности – командир на охранителен взвод и командир на охранителна рота в батальоните за осигуряване и охрана на Министерството на отбраната в София, командир на батальон в 101-ви мотострелкови полк в Смолян. По-късно е началник-щаб на 103-ти мотострелкови полк в Ардино и старши помощник-началник на отдел в Оперативно управление на Командването на Сухопътните войски. Началник е на щаба на Многонационалната бригада „Югоизточна Европа“ (държави – участнички Албания, България, Гърция, Италия, РС Македония, Румъния, Турция) по време на 4-годишното дислоциране на щаба и в Пловдив. , нач.-щаб на 61-ва Стрямска механизирана бригада в Карлово, началник на управление „Операции“ в Съвместното оперативно командване в София.
На 3 май 2010 г. е назначен на длъжността командир на 2-ра Тунджанска лекопехотна бригада и удостоен с висше офицерско звание бригаден генерал. Във връзка с преименуването на бригадата на 29 юни 2012 г. е освободен от длъжността командир на 2-ра лекопехотна бригада и назначен на длъжността командир на 2-ра механизирана бригада, считано от 1 юли 2012 г.. На 17 октомври 2012 г. е освободен от длъжността командир на 2-ра механизирана бригада, считано от 1 ноември 2012 г. Бил е помощник-началник на щаба по цивилно-военно сътрудничество и партньорство в Командването на съвместните сили на НАТО. От 1 октомври 2014 г. е главен инспектор на Министерството на отбраната.
С указ № 149 от 28 юли 2015 г. генерал-майор Петър Петров е освободен от длъжността „главен инспектор на Министерството на отбраната“ и от военна служба, считано от 3 август 2015 г.
През 2019 г. е кандидат на БСП за кмет на Червен бряг.

## Образование
- Висше народно военно училище „Васил Левски“, мотострелкови войски – до 1980 г.
- Военна академия „Г.С.Раковски“, Команднощабен факултет – до 1989 г.
- Обединен командно–щабен колеж на Въоръжените сили на Обединеното Кралство – до 1998 г.
- Кралския колеж на Лондонския университет, магистърска степен по военни науки – до 1998
- Военна академия „Г.С.Раковски“, Генералщабен факултет – до 2004 г.
- задочна докторантура по „Организация и управление на Въоръжените сили“, Военна академия „Г.С.Раковски“ – до 2010 г.

## Военни звания
- Лейтенант (1980)
- Бригаден генерал (2010)
- Генерал-майор (2014)